# قصة مابعد العشاء
قصة ما بعد العشاء، هي عبارة عن مجموعة من القصص القصيرة والتي نشرت في عام 1944 وكتبها كاتب الجريمة الأمريكي كورنيل وولريتش تحت اسم مستعار ويليام آيرش. وتتألف من ست قصص، وتتضمن اثنتين من أشهر أعمال وولريتش، رواية ماريوانا والنافذة الخلفية (التي نُشرت في الأصل في مجلة (دايم ديتكتف) بعنوان «كان يجب أن تكون جريمة قتل»)،  والتي تم تحويلها إلى فيلم لألفريد هيتشكوك في عام 1954.

## ملخصات القصة
- قصة ما بعد العشاء - حبس ستة رجال في مصعد بعد حادث مروع. ولكن هذا لا يفسر كيف أنه بحلول الوقت الذي يتم إنقاذهم فيه، قُتل أحدهم رمياً بالرصاص. ووصفت الوفاة بأنها انتحار إلى أن دعا والد الرجل المقتول، بعد عام، الناجين من الحادث معًا لإخبارهم «قصة بعد العشاء».
- ليلة الكشف - يشتبه وكيل تأمين في أن زوجته مصابة بإثارة حرائق خطيرة وراء موجة حرائق منزلية مميتة في الآونة الأخيرة. ولكن كيف يتأكد وكيف يوقفها؟
- تفاحة اليوم - تدور هذه القصة حول مجرم بعد أن سرق بشكل يائس عشرة آلاف دولار وبغير قصد القى خمسة أضعاف هذا المبلغ برمي تفاحة.
- الماريجوانا - اكتئب إليانور فيني بعد الانفصال عن زوجته، وتعرض لضغوط لتجربة الماريجوانا لأول مرة من قبل أصدقائه. وتحت التأثير، تحول إلى قاتل ذهاني ويبدأ ليلة من الهياج على المدينة.
- النافذة الخلفية - بعد كسر ساقه، ليس لدى هال جيفريز ما يفعله أفضل من الجلوس على النافذة ومراقبة جيرانه في المبنى السكني المقابل. سرعان ما بدأ يدرك أن شيئًا ما ليس صحيحًا تمامًا في إحدى الشقق - هل يمكنه حقًا أن يشهد تداعيات جريمة قتل؟
- قصة جريمة قتل - يصبح كاتبًا مشتبهًا رئيسيًا في قضية قتل، خاصة بعد أن اكتشفت الشرطة إحدى قصصه غير المنشورة التي تروي بالضبط تقريبًا ما حدث ليلة الجريمة.

## الاقتباسات
تم تخصيص كل من قصة ما بعد العشاء وليلة الكشف للعرض الإذاعي <i id="mwNA">التشويقي</i> في أكتوبر  ومارس  عام 1943 على التوالي.
وفي عام 1954 تخصص فيلم النافذة الخلفية الذيلاقى نجاحاً كبيرًا للمخرج ألفريد هيتشكوك وبطولة جيمس ستيوارت وجريس كيلي. وتم إصدار تلفزيوني مخصص للنافذة الخلفية في عام 1998.

## تاريخ النشر
نُشرت لأول مرة قصة ما بعد العشاء في الولايات المتحدة في سنة 1944 تحت يد ليبينكوت. وتم طبعه مره أخرى في غلاف ورقي عام 1948 تحت عنوان «وفاة ستة مرات».

## روابط خارجية
Rachels، David. "Noirboiled Notes". اطلع عليه بتاريخ 2017-10-28.